# Begonia josephi
Espèce
Synonymes
- Begonia josephi var. macrocarpa A.DC.[1]
- Begonia josephi[2]
- Begonia josephii (préféré par NCBI)[2]

Begonia josephi est une espèce de plantes de la famille des Begoniaceae. Ce bégonia est originaire d'Asie. L'espèce a été décrite en 1859 par Alphonse Pyrame de Candolle (1806-1893). L'épithète spécifique josephi signifie « de Joseph », en hommage à Joseph Dalton Hooker qui a récolté en 1850 les spécimens types en Inde.

## Répartition géographique
Cette espèce est originaire du pays suivant : Chine. On la rencontre de l'Himalaya à la Birmanie.

## Liste des variétés
Selon Tropicos (7 février 2017) (Attention liste brute contenant possiblement des synonymes) :
- variété Begonia josephi var. josephi
- variété Begonia josephi var. macrocarpa A. DC.
- variété Begonia josephi var. minima C.B. Clarke